# Птица (фильм, 2017)
«Птица» — игровой полнометражный фильм режиссёра Ксении Баскаковой с Иваном Охлобыстиным в главной роли.
В российский прокат картина вышла 18 мая 2017 года.

## Сюжет
Фильм рассказывает о дружбе, любви, одиночестве и музыке.
Скандально известный рок-музыкант Олег Птицын по прозвищу «Птица» (Иван Охлобыстин) проходит лечение от туберкулёза в одной из элитных клиник Санкт-Петербурга. Находясь на лечении, Олег не изменяет своей эксцентричной натуре: он систематически нарушает правила, установленные в лечебном учреждении, и даже распивает в палате крепкий алкоголь, вызывая своим поведением крайнее негодование главврача и медперсонала.
Там же проходит лечение Катя (Евдокия Малевская), девочка-подросток с тяжелым характером, которая третирует всех вокруг, отказывается есть и принимать лекарства. С ней не может совладать даже собственная мать (Анастасия Мельникова).
Между музыкантом и девочкой завязывается дружба, и Олег решает помочь Кате выздороветь и полюбить жизнь. Катя, в свою очередь, помогает Олегу пережить предательство жены и друзей по рок-группе.
Случайная встреча переворачивает судьбы обоих.

## В ролях
- Иван Охлобыстин — Олег Птицын
- Евдокия Малевская — Катя
- Анастасия Мельникова — мама Кати
- Кирилл Захаров — главврач
- Кирилл Рубцов — Михаил
- Инна Горбикова — Марина
- Гарик Сукачёв — ангел

## Съёмочная группа
- Генеральный продюсер — Эдуард Пичугин
- Исполнительный продюсер — Ирина Баскакова
- Режиссёр-постановщик — Ксения Баскакова
- Сценаристы — Ярослава Пулинович, Андрей Румянцев, Ксения Баскакова
- Оператор-постановщик — Дмитрий Савинов
- Режиссёр монтажа — Алексей Маклаков

## Съёмки
Съёмки картины проходили в Санкт-Петербурге с августа по сентябрь 2015 года.
Композитор фильма Александр Пантыкин является лидером группы «Урфин Джюс». В фильме «Птица» звучат песни Ильи Лагутенко и «Мумий Тролля», «Пикника», «Наутилуса Помпилиуса» и Андрея Федечко «Сонце-Хмари». Официальный саундтрек картины — песня «Мы как трепетные птицы» в исполнении группы «Пикник».
Крыша, где разгуливают главные герои, является крышей кинотеатра «Великан Парк» в Санкт-Петербурге. Внутри также установлен мотоцикл, на котором ездил герой.

## Фестивали и награды
- Фестиваль «Окно в Европу» (2016, Россия, Выборг)[3]
- Московский молодёжный кинофестиваль «Будем жить!», 2-е место в конкурсе полного метра, Приз за «Лучшую женскую роль» — Евдокии Малевской[4],(2016, Россия, Москва)
- Якутский международный кинофестиваль, Диплом «За оригинальность творческого решения» (2016, Россия, Якутск)
- Фестиваль кино и театра «Амурская осень», Лучшая операторская работа, Специальный приз жюри — Евдокия Малевская (2016, Россия, Благовещенск)[5]
- Indian Cine Film Festival, Гран-при (2016, Индия, Мумбаи)[6]
- Всероссийский кинофестиваль актёров-режиссёров «Золотой феникс», Приз зрительских симпатий (2016, Россия, Смоленск)[7]
- Международный Российско-Французский фестиваль детского кино и телевидения «Limon Films Festival», Приз режиссёру Ксении Баскаковой за Лучший полнометражный профессиональный фильм, Приз актёру Ивану Охлобыстину за Лучшую мужскую роль (2016, Россия, Казань)[8]
- Российская культурная миссия в Венеции (2016, Италия, Венеция)
- Международный фестиваль дебютных фильмов «Начало», Приз за Лучший полнометражный профессиональный фильм, Приз актёру Ивану Охлобыстину за Лучшую мужскую роль (2016, Россия, Санкт-Петербург)
- Российский фестиваль комедии «Улыбнись, Россия!», Приз президента фестиваля за дебют в комедии режиссёру Ксении Баскаковой, Диплом актрисе Анастасии Мельниковой за яркое исполнение роли (2016, Россия, Тула)[9]
- Russian Film Week in London (2016, Великобритания, Лондон)
- Международный кинофестиваль «Ирида» (2016, Россия, Сочи)[10]
- Международный фестиваль фильмов о правах человека «Сталкер» (2016, Россия, Москва)[11]
- Vittorio Veneto Film Festival (2017, Италия, Витторио Венето)- Приз жюри фильму Ксении Баскаковой (единогласно)
- Фестиваль российских фильмов «Липецкий выбор», Приз за лучшую женскую роль — Евдокия Малевская (2016, Россия, Липецк)
- Bare Bones International Film & Music Festival (2016, США, Оклахома) — лучшая юная актриса
- Международный фестиваль женского кино «8 женщин» (2017, Россия, Москва)
- Dada Saheb Phalke Film Festival, Приз за лучший монтаж (2017, Индия, Дели) — Приз за лучший монтаж игрового фильма
- Кинофестиваль «Провинциальная Россия» (2017, Россия, Ейск) — Специальный приз Администрации Ейского района фильму «Птица»
- Shanghai International Film Festival (2017, Китай, Шанхай)
- Mexico International Film Festival and awards, (2017, Росарита, Мексика) — Лауреат премии «Золотая пальмовая ветвь», художественный фильм конкурса — «Птица», режиссёр Ксения Баскакова
- Номинант национальной премии в области кинематографии «НИКА» как «Лучшая музыка к фильму» (2017, Россия, Москва)
- VIII международный кинофестиваль Spirit Quest Film Festival, (2017, Эдинборо, США) — Второе место в номинации «Лучший полнометражный художественный фильм»
- VII Международный молодёжный кинофестиваль «Свет миру», (2017, Ярославская область) — Диплом II степени в номинации «Игровое кино» режиссёру К.Баскаковой, Специальный приз авторскому коллективу фильма «Птица»
- Near Nazareth Festival — 2017, Афула, Израиль
- 39-й Московский Международный кинофестиваль, 22 по 29 июня 2017 года, Москва. Русская программа
- XIX Всероссийский Шукшинский кинофестиваль с 18 по 22 июля 2017, Алтайский край. — Диплом «За дебютный фильм»
- Международный кинофестиваль San Diego International Kids' Film Festival, с 25 по 27 августа 2017 года, Сан-Диего, США
- IX Казанский международный фестиваль любительского молодёжного и детского кино. Фильм открытия фестиваля. 4 сентября 2017 Казань
- Кинофестиваль «Земля отцов — моя земля», 14 — 17 сентября 2017, Краснодар — Диплом фестиваля фильму «Птица»
- Международный фестиваль кино на русском языке «Cine Volna» в Аликанте, 15 — 23 сентября 2017, Испания
- Скандинавский международный кинофестиваль, 15 — 21 сентября 2017, Хельсинки, Финляндия
- 20th AUBURN International Film Festival for Children and Young Adults, 18 — 22 сентября 2017, Сидней, Австралия
- Неделя Российского кино в Японии, с 2 по 8 октября 2017 года, Токио, Япония
- Международный кинофестиваль GOLDEN DOOR INTERNATIONAL FILM FESTIVAL, 5-8 октября 2017 г., Нью-Йорк, США. — Лучшая операторская работа
- Кинофестиваль «Святой Владимир», с 21 по 25 октября, Севастополь. — Приз зрительских симпатий. Диплом II степени в номинации игровое кино. Лучшая детская роль
- Номинант национальной премии в области кинематографии «Золотой Орёл» как «Лучшая музыка к фильму» (2017, Россия, Москва)
- Международный фестиваль «Global Independent Film Awards» 2018, Оберн, Австралия. Награды: Лучший фильм-драма; Лучший актёр, исполнитель главной роли И.Охлобыстин; Лучший кинооператор; Лучший художник-постановщик; Лучшая актриса до 18 лет
- VII Международный кинофестиваль «Просто хорошее кино», 24 марта — 1 апреля 2018 года, Ярославль. Диплом фестиваля
- X Международный фестиваль кино и телепрограмм для семейного просмотра «От всей души», 25 мая — 30 мая 2018, Ульяновск. — Лучший дебют
- VII Забайкальский международный кинофестиваль 31 мая — 3 июня 2018, Чита. -Приз зрительских симпатий
- Фестиваль Fresco international film festival 22 июня — 1 июля 2018, Ереван, Армения. Приз «Лучшее послание — любовь»

## Рецензии
- Инна Син. «Где твои крылья».
- Александра Иванова Рецензия на фильм «Птица»: О дружбе рок-музыканта и девочки-подростка.
- Андрей Гореликов. «Птица»: хэппи-энд без конца. Сеанс (24 мая 2017).